# SY-2
Pour un article plus général, voir Silkworm (missile).
Le SY-2, ou Shang Yo (du chinois : « 上游 », contre-courant), est un missile anti-navire subsonique pouvant être lancé depuis les airs, les navires et les sites de lancement terrestres. Dérivé du SY-1, il en diffère principalement par son mode de propulsion.
Il est fréquemment confondu avec les deux anciennes versions de la série SY, les SY-1 et SY-1A, à propulsion par ergols liquides.

## Historique et développement
En 1970, la Nanchang Aircraft Factory (devenue ensuite Hongdu Aviation Industry Corporation - HAIC), commença à développer un successeur à son missile SY-1, lui-même étant basé sur une copie du Styx soviétique.
Initié seulement trois ans après les débuts du SY-1, le développement du missile se divisait en deux versions, une à propulsion par ergols liquides et l'autre à Propulsion à propergol solide. La variante à propulsion liquide vola avec succès en 1975, tandis-que les premiers essais de tir réels prirent place en 1980. Pourtant, le développement de la version à carburant liquide fut complètement arrêté, en faveur de la version à propulseur solide, solution que la marine chinoise préférait pour ses navires, en raison de la dangerosité de la mise en œuvre des carburants des anciennes versions du missile.
Le développement de cette seconde variante, dotée d'un propulseur à poudre, commença en novembre 1977,,, alors désignée comme étant le projet ayant la plus haute priorité au-sein du huitième plan quinquennal du gouvernement chinois. Étant doté de multiples améliorations de portée, vitesse ou charge militaire, ses dimensions généralement similaires à son aîné, le SY-1, devaient en faire un missile compatible avec les lanceurs de l'ancien système. De cette façon, le SY-2 constitutait une mise à jour simple, rapide et peu coûteuse à mettre-en-œuvre sur les navires déjà équipés pour tirer le SY-1 et ses dérivés.
Le premier test réussi à-terre de cette version à propulseur solide fut effectué en septembre 1986. Le premier tir en pleine mer fut effectué en juin 1987, mais fut un échec en-raison d'une défaillance du propulseur principal. Lors de la seconde séance de tirs en mer, en décembre 1987, 6 missiles sur les 7 tirés parvinrent à toucher leur cible. Finalement, le missile acquit sa désignation officielle de SY-2 en 1991, en même-temps que sa certification et l'autorisation de lancer sa production en série. Il commença à remplacer les SY-1 vieillissants sur les frégates de la marine chinoise. Sa version d'exportation est désignée FL-2.
Le constructeur présenta également de nombreuses versions dérivées du SY-2, dans les années '90. Parmi ces dernières, le développement du SY-2A commença au milieu des années '90. Doté d'un turboréacteur comme propulseur de croisière, sa portée maximale passe de 50 km à près de 130 km. Il est également prévu pour être équipé d'un système de guidage GPS, afin de pouvoir être employé comme missile de croisière d'attaque terrestre. Il serait également possible de le lancer depuis des chasseurs-bombardiers Xian JH-7 ou des bomabardiers moyens Xian H-6.
Une version inconnue, probablement désignée SY-2B, fut visible lors de la parade militaire annuelle de Pékin de 1999. Ce missile fut décrit par les médias gouvernementaux chinois comme « supersonique, volant extrêmement bas et d'un niveau des plus avancés du monde actuel ».
Une autre amélioration est le FL-7, tiré depuis des postes à-terre. Il a été développé à-partir de la version avortée à propulseur liquide du SY-2. Également supersonique et doté d'une portée de 30 km pour une vitesse terminale de Mach 1.4, sa désignation semble indiquer qu'il n'a été développé que pour le marché d'exportation,.

## Caractéristiques

### Généralités
Le SY-2 était le remplaçant du SY-1, lui-même étant un clone chinois du P-15 termit soviétique. Il était prévu d'être employé depuis les navires et les sites de lancement de défense côtière. Il bénéficiait des dernières améliorations déjà installées sur le SY-1A, telles le radar monopulse, et différait surtout par l'emploi d'un propulseur à carburant solide, en-lieu et place de l'ancien système à ergols liquides, réputé peu fiable et très dangereux, qui était directement dérivé de celui du Styx soviétique.
La désignation SY-2 est le nom officiel du missile, ainsi que celui attribué à sa version maritime, alors que la désignation FL-2 est celle donnée par les chinois lorsqu'il est proposé à l'exportation et employé depuis des sites de lancement terrestres. FL-2 provient de Fei Long-2, du chinois : « 飞龙 », signifiant « dragon volant ». La désignation donnée par l'OTAN est CSS-N-5 « Sabbot »,.
Alors que la version maritime du missile intègre un système de contrôle de mise à feu dont les dimensions conviennent à l'espace réduit disponible sur les navires, la version de défense côtière dispose de systèmes séparés en plusieurs modules (radars, groupes électrogènes, postes des opérateurs, etc.), dispersés loin les uns-des-autres, afin de diminuer les potentiels dégâts que causerait une attaque ennemie sur leur emplacement. Cette pratique est très commune parmi les missiles chinois, tels ceux de la série Silkworm.

### Spécifications techniques
Bien que la configuration de la cellule de base reste la même, avec des ailes delta et une triple-dérive vraisemblablement identiques, le nouveau fuselage est cylindrique mais plus long, caractéristique remarquable des missiles propulsés par un moteur à carburant solide. Ce fuselage plus étroit lui permet également de rencontrer une plus faible résistance aérodynamique à haute vitesse, ce qui correspond bien à sa vitesse de croisière en légère hausse. Le SY-2 est facilement reconnaissable par le fait qu'il possède deux minuscules stabilisateurs horizontaux à la base de sa dérive verticale. Le FL-7, évoluant dans le domaine supersonique, est équipé d'un nez pointu.
D'un diamètre réduit de 22 cm, et allégé de près de 795 kg, sa vitesse augmente de 0,1 Mach et sa portée s'allonge de 10 km, culminant désormais à 50 km. Elle pourrait atteindre 130 km sur les versions dotées d'un turboréacteur pour leur propulsion de croisière.
Le missile est doté d'un accélérateur à poudre largable, qui l'accélère sa vitesse pendant une poignée de secondes après le lancement. Une fois largué, il est relayé par le propulseur principal, qui assure son vol de croisière à une altitude inférieure à 20 m à une vitesse de Mach 0.9. À l'approche de sa cible, le système électronique du missile allume le radar de recherche afin de localiser le navire. Ce radar actif à impulsions Doppler, travaillant en longueurs d'onde de 2 cm, commence à rechercher le navire à-partir d'une distance d'environ 10 km de ce dernier. Une fois qu'il est localisé et qu'il ne reste plus que 3 km à parcourir, il ordonne au missile de redescendre à une altitude de 5 m au-dessus de la surface. Doté d'une charge militaire semi-perforante de 365 kg (dont 270 kg d'explosif) à déclenchement retardé,,, il entre finalement en collision avec la coque du navire juste au-dessus de sa ligne de flottaison, causant de lourds dommages à celui-ci.
Des plans « canard » actionnés hydrauliquement assurent le contrôle en tangage du missile, tandis-que les surfaces de contrôle à la queue se chargent de le diriger sur des axes de lacet et de roulis. Une caractéristique inhabituelle de ce missile vient de ses ailettes verticales dorsale et ventrale.
Le SY-2 possède évidemment une vitesse plus faible et une altitude de croisière plus élevée que la plupart des autres missiles anti-navires du moment, tels le P-270 Moskit, et est donc relativement enclin à se faire intercepter, mais cette faiblesse est partiellement comblée par une surface équivalente radar plus étroite et une signature infrarouge plus faible. Étant donné son coût relativement faible, il est également disponible en grandes quantités, et sur des navires pas nécessairement évolués sur le plan technologique. Faisant face à une très grande variété de cibles différentes, son emploi comme arme de saturation (tirée par salves), associé à l'important nombre de navires capables de l'employer, peut permettre de faire la différence, même contre un ennemi supérieur au niveau technologique. Il est également d'une efficacité redoutable contre des navires peu ou pas défendus, tels les cargos, pétroliers ou navires amphibie, pour lesquels il représente une menace mortelle et terrifiante, en-raison de sa lourde charge militaire.

## Versions
- SY-2 : Version de base. Descendant du SY-1, doté d'une électronique améliorée et d'un propulseur à carburant solide plus fiable et sécurisant. Portée 50 km.
- SY-2A : Version dérivée du SY-2, dotée d'un turboréacteur pour assurer sa propulsion de croisière. Capacité d'attaque terrestre, grâce à l'ajout d'une navigation GPS. Portée de 130 km environ.
- SY-2B : Hypothétique version ultime du SY-2, probablement doté d'une capacité de vol supersonique à très basse altitude. Aucune confirmation possible pour le moment.
- FL-2 : Désignation du missile à l'exportation.
- FL-7 : Version dérivée du FL-2, à vitesse de croisière supersonique et d'une portée inférieure.

## Utilisateurs
- Chine : Le SY-2 est déployé sur de nombreux bâtiments de surface, anciennement équipés de variantes du P-15 Termit, telles les frégates lance-missiles de classe Jianghu (Type-053)[3].
- Iran : Acheteur présumé de ce missile, si l'on se réfère à de nombreuses photos de cette arme visibles sur les sites Internet iraniens[4].